# Karosa LC 757
Karosa LC 757 (známější pod označením Karosa HD 12) je luxusní autokar se zvýšenou podlahou, který v letech 1992–1996 vyráběla Karosa Vysoké Mýto. Krátce po uvedení na trh získal v roce 1992 zlatou medaili na veletrhu Autotec.

## Konstrukce
Autobus LC 757 je konstrukčně téměř shodný s kratším vozem Karosa LC 737 (HD 11). Jedná se o dvounápravový luxusní autokar se zvýšenou podlahou určený především pro dálkové linky nebo zájezdy. Výroba vozu probíhala skeletově, pro zakulacené tvary byly v hojném počtu použity lamináty. Okna, oplechování boků, střecha a podlaha jsou na základní skelet přilepeny. Design vozu, který se shoduje s vozem LC 737, je odlišný od ostatních typů řady 700. V interiéru jsou pohodlné, polohovatelné sedačky pro cestující rozmístěny 2+2. Pod podlahou mezi nápravami je umístěn zavazadlový prostor o objemu 9 m³. Přístup do vozu zajišťují dvoje jednokřídlé výklopné dveře: první se nachází před přední nápravou, druhé před nápravou zadní. U druhých dveří se nachází ložnice řidiče.
Už v základní výbavě má vůz LC 757 například systémy ABS a ASR, klimatizaci, chemické WC, videosystém, chladničku, kuchyňku nebo kávovar. Na přání zákazníka nabízela Karosa mimo jiné alarm, vyhřívání sedadla řidiče či palubní telefon.

## Výroba a provoz

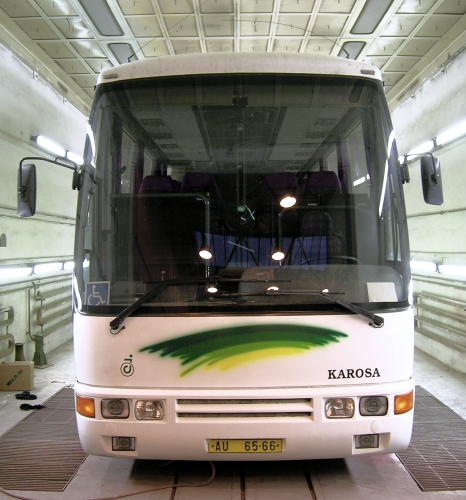
Speciálně vybavená Karosa LC 757 Jedličkova ústavu

Autobus LC 757 vznikl jako delší varianta vozu LC 737, který byl vyroben na začátku 90. let pouze v jednom prototypu. Produkce typu LC 757 probíhala v letech 1992 až 1996, poté byl nahrazen vozem Karosa LC 957, jehož označení ale bylo také HD 12.
LC 757 byl vyráběn kusově; každý autobus byl totiž vyroben podle přání zákazníka. Celkem opustilo brány Karosy 95 kusů modelu HD 12 (LC 757 a LC 957 dohromady), z toho 76 vozů LC 757. První vyrobený autobus LC 757 z roku 1992 zakoupil dopravce ČSAD Praha Vršovice. Po vystřídání dalších majitelů jej roku 2015 získala prostějovská společnost Retrobus, která jej chtěla zachovat. V roce 2020 ale byl kvůli špatnému technickému stavu a částečnému rozkradení sešrotován.
Jeden z autobusů LC 757 (rok výroby 1995) byl upraven dle požadavků Jedličkova ústavu v Praze pro přepravu imobilních občanů. Vůz může přepravit 34 cestujících + řidiče, případně 16 cestujících + 8 invalidních vozíků + řidiče. V přední části vozu jsou přepravováni cestující, zadní prostor slouží jako „technologický“: nachází se zde chemické WC, umývadlo, přebalovací stoly, kuchyňka a sprcha. K ohřevu vody slouží elektrický bojler. K usnadnění nástupu imobilních osob byla do vozu nainstalována elektrická zvedací plošina.